# Svea (Vorname)
Svea ist ein weiblicher Vorname.

## Herkunft und Bedeutung
Der Name ist eine Kurzform von Svea-rike, eines früheren Namen Schwedens (heute landessprachlich Sverige), was wörtlich so viel heißt wie „Reich der Svear“. Diese waren ein alter nordgermanischer Stamm in Mittelschweden (→Svealand). Der alte nordische Name für Schweden war Svithjoth, wobei Svi oder sve das alte Wort für „See“ war und der Landesname damit die Bedeutung von „die Menschen vom See“ hätte. Ferner könnte Svea von dem Wort sweba für „frei“ herrühren. 
Der Name wurde erst im 19. Jahrhundert aus patriotischen Gründen gebildet und war in der ersten Hälfte des 20. Jahrhunderts in Schweden sehr populär. Seit etwa 1960 wird er gelegentlich gewählt. Einer schwedischen Heiligen Svea wird am 14.08. gedacht. Die Mutter Svea (schwedisch Moder Svea) bezeichnet die schwedische Nationalallegorie in Form einer Frau.

## Bekannte Namensträgerinnen
- Svea Bein (* 1992), deutsche Schauspielerin
- Svea Eckert (* 1983), deutsche Journalistin
- Svea Engel (* 1998), deutsche Schauspielerin
- Svea Köhrbrück (* 1993), deutsche Sprinterin
- Svea Norén (1895–1985), schwedische Eiskunstläuferin
- Svea Timander (* 1970), deutsche Schauspielerin